# 石川師範学校
石川師範学校（いしかわしはんがっこう） は、1943年（昭和18年）に石川県に設置された師範学校である。
本項は、石川県師範学校・石川県女子師範学校などの前身諸校を含めて記述する。

## 概要
1874年（明治7年）設立の石川県集成学校を起源とする。石川県師範学校・石川県女子師範学校の統合・官立移管により設置され、男子部・女子部を置いた。
第二次世界大戦後の学制改革で新制金沢大学教育学部の前身の一つとなった。

## 沿革

### 石川県立期

#### 別伝習所、石川県集成学校、旧旧・石川県師範学校
- 1873年（明治6年）12月 - 金沢・旧経武館に別伝習所を開設[1]。
- 1874年
  - 5月 - 別伝習所を閉鎖。生徒は石川県英学校・石川県変則中学に移籍。
  - 8月15日 - 石川県集成学校設立。
    - 小立野石引町、辰巳御殿（兼六園）成巽閣にあった石川県英学校内に設置。

  - 10月 - 金沢・仙石町の石川県変則中学（旧明倫堂跡）と校地を交換。
  - 10月 - 公立仙石小学校を附属小学校に。
  - 11月22日 - 石川県師範学校と改称。
    - 下等小学師範学科 （修業年限3ヶ月）・小学師範学校（同1年）を設置。
- 1875年
  - 5月12日 - 金沢・西町の公立松原女児小学校内に石川県女子師範学校設置。
  - 7月31日 - 大聖寺に分校開校。
  - 8月29日 - 輪島に分校開校。
  - 9月 - 女子師範学校を石川県師範学校校地に移転。
  - 10月 - 初代校長に野村彦四郎着任。
- 1876年
  - 2月 - 中学校教員養成のため仙石町に4年制の石川県啓明学校設置[2]。校長は野村彦四郎が兼任[2]。
- 1877年
  - 2月 - 金沢・広坂通り6番地（当時の県庁西隣）の新校舎に移転。
    - のちの第四高等学校の校地の一部。現・四高記念文化交流館付近。

  - 2月 - 大聖寺・輪島の分校を廃止。
  - 7月 - 石川県啓明学校を石川県中学師範学校と改称[2]。

#### 石川県第一師範学校、石川県金沢師範学校、石川県輪島師範学校
現・福井県の一部（敦賀より北側）は1876年8月–1881年2月の間、現・富山県は1876年4月–1883年5月の間、石川県の一部となっており、石川県設立の師範学校が置かれていた。
本項では、福井師範学校・富山師範学校の前身校に関しては詳述しない。
- 1877年5月20日 - 石川県第一師範学校（女子は石川県女子第一師範学校）と改称。
  - 富山に石川県第二師範学校（1883年分離・のちの富山師範学校）、福井に石川県第三師範学校（1881年分離・のちの福井師範学校）を設置したため。
- 1880年
  - 7月28日 - 石川県金沢小学師範学校（女子は石川県金沢小学女子師範学校）と改称。
  - 8月 - 石川県輪島小学師範学校設立。
- 1881年10月 - 石川県金沢師範学校（女子は石川県女子金沢師範学校）と改称。

#### 旧・石川県師範学校、石川県尋常師範学校
- 1883年11月13日 - 石川県金沢師範学校・石川県女子金沢師範学校・石川県輪島師範学校を統合し、石川県師範学校と改称。
- 1886年12月1日 - 師範学校令により石川県尋常師範学校と改称（本科4年制）。
- 1889年11月3日 - 金沢市広坂通り88番地（現・金沢21世紀美術館）に移転。

#### 石川県師範学校
- 1898年4月1日 - 師範教育令により石川県師範学校と改称[3]。
- 1908年
  - 4月1日 - 石川県女子師範学校分立（本科4年制）。
  - 4月 - 本科第二部（1年制、中学卒対象）を設置。
- 1914年4月1日 - 男女師範分離。石川郡野村（現・金沢市弥生）の新校舎に移転。
  - 広坂通りの校地は、石川県女子師範学校・同附属校・石川県立金沢第二高等女学校の校地となった。
- 1915年
  - 4月 - 附属小学校を設置。
  - 7月2日 - 校舎落成式を挙行。
- 1925年4月 - 本科第一部を 5年制に変更（2年制高小卒対象に変更）。
- 1926年4月 - 専攻科を設置（1年制）。
- 1931年4月 - 本科第二部を2年制に延長。
- 1939年9月11日 - 傷痍軍人尋常小学校准教員養成講習科を設置。
  - のちに傷病軍人尋常小学校教員養成所（1940年・1年半制）、傷病軍人国民学校初等科准訓導石川養成所（1941年）などと改称され、1947年廃止。

#### 旧・石川県女子師範学校、石川県女子第一師範学校、石川県女子金沢師範学校、石川県女子師範学校
- 1875年
  - 1月 - 石川県師範学校に女子部設置。
  - 5月12日 - 金沢・西町の公立松原女児小学校内に石川県女子師範学校設置（旧女子部は廃止）。
  - 9月 - 女子師範学校を石川県師範学校校地に移転。
- 1877年
  - 2月 - 金沢・広坂通り6番地に移転。
  - 5月20日 - 石川県女子第一師範学校と改称。
- 1880年7月28日 - 石川県金沢小学女子師範学校と改称。
- 1881年10月 - 石川県女子金沢師範学校と改称。
- 1883年11月13日 - 石川県師範学校に統合される。
- 1889年11月3日 - 金沢市広坂通り88番地に移転。
- 1908年4月1日 - 石川県女子師範学校として分立する（本科4年制）。
- 1914年
  - 1月7日 - 男子師範からの分離・県立金沢第二高等女学校の併設について文部大臣認可。
  - 4月1日 - 男女師範分離。石川県師範学校（男子師範）は野村に移転し、女子師範は広坂通りに残留。
- 1915年4月 - 本科第二部を設置（高等女学校卒業者対象）。
- 1925年4月 - 本科第一部を5年制に変更。
- 1926年4月 - 専攻科を設置（1年制）。
- 1930年3月 - 本科第二部を2年制に延長。

### 官立期

#### 石川師範学校
- 1943年4月1日 - 石川県師範学校・石川県女子師範学校を統合し、官立石川師範学校設置。
  - 旧石川県師範学校校舎に男子部、旧石川県女子師範学校校舎に女子部を設置。
- 1947年5月 - 「石川学芸大学設立期成会」 結成。
  - 寄附金1000万円（目標）、図書の充実（暁鳥敏の蔵書引き受けによる暁鳥文庫の設立）など。
- 1947年
  - 7月 - 新制北陸総合大学（仮称）に1学部として参加する案も容認。
  - 9月 - 新制学芸大学構想に石川青師も合流。金沢高師は北陸総合大学構想を希望。
- 1948年2月 - 新制総合大学への合流決定。
- 1949年
  - 4月 - 男女共学となり、師範学校は旧男子部校舎（金沢市弥生町）に、附属校は旧女子部校舎（広坂通り）に統合。
  - 5月31日 - 新制金沢大学発足。
    - 石川師範学校は石川青年師範学校共に教育学部の母体として包括された。
- 1951年3月17日 - 金沢大学石川師範学校（旧制）閉校、廃止[4]。

## 歴代校長
石川県師範学校（前身諸校を含む）
- 野村彦四郎：1875年10月–1877年7月
- 内山行貫（心得 - 校長）：1877年7月–1883年1月
- 長尾含（心得）：1883年1月–1883年8月
- 土師雙他郎（心得）：1883年8月–1886年12月
- 檜垣直右：1886年12月24日[5]–1887年12月
- 土師雙他郎（事務代理）：1888年1月–1888年3月
- 橋本一済（校長補）：1888年3月–1891年2月
- 加藤■二（校長補）：1891年1月–1891年6月
- 内山行貫（校長補）：1891年6月–1892年4月
- 内山行貫：1892年4月1日–1897年10月23日
- 堀義太郎：1897年10月23日–1899年6月28日
- 森慎一郎：1899年6月28日–1901年1月22日
- 鈴木直三郎：1901年1月22日–1903年1月7日
- 相澤英三郎（事務取扱）：1903年1月–1903年5月
- 荘司力松：1903年5月11日–1906年2月14日
- 新荘義之：1906年2月14日–1911年2月3日
- 中山文雄：1911年2月3日–1915年4月
- 篠原英太郎（事務取扱）：1915年4月–1915年4月
- 八木光貫：1915年4月27日–1918年10月
- 根岸福彌：1918年10月–1921年11月
- 副島松一：1921年11月–1929年4月
- 今井正規：1929年4月–1933年4月

石川県女子師範学校
- 児崎為槌：1914年2月3日–1917年6月28日
- 続有節：1917年6月28日–

官立金沢師範学校
- 清水暁昇：1943年4月1日[6]–1950年10月
  - 新制金沢大学教育学部初代学部長となった（1949年5月–1950年10月）。
- 徳光八郎：1950年10月–1951年3月
  - 新制金沢大学教育学部第2代学部長と兼務。

## 校地の変遷と継承
石川師範学校男子部
前身の石川県師範学校から引き継いだ金沢市弥生町（旧・石川郡野村 ［1925年、金沢市に編入］、現・金沢市弥生）の校地を使用した。1949年4月、女子部・石川青年師範学校が弥生町校地に統合され、男子部附属校は旧女子部校地に統合移転した。弥生町校地は後身の金沢大学教育学部に引き継がれ、同学部が1953年4月に金沢城内に移転するまで使用された。1992年10月、金沢大学教育学部は現在の角間キャンパスに移転した。
旧弥生町校地には現在、金沢市立泉小学校・泉中学校のほか、金沢大学北溟寮・金沢大学職員宿舎が設置されている。
石川師範学校女子部
前身の石川県女子師範学校から引き継いだ金沢市広坂の校地を使用した。1949年4月、男女共学化により、女子部は男子部校地（弥生町）に移転し、広坂校地には男子部・女子部の附属小学校・中学校が統合された。1995年9月、金沢大学教育学部附属校は金沢市平和町（旧 青師校地跡を含む）に統合された。
旧広坂校地は現在、金沢21世紀美術館敷地となっている。

## 著名な出身者
- 林太一郎 - 陸軍中将、明治9年小学師範科
- 西田幾太郎 - 哲学者
- 牧野隆信 - 石川県の郷土史家。北前船研究の第一人者。
- 宮崎太一 - 厚生事務次官、社会保険診療報酬支払基金理事長

## 参考書籍
- 金沢大学50年史編纂委員会『金沢大学五十年史通史編』金沢大学創立50周年記念事業後援会、1999年6月。hdl:2297/3178。
- 金沢大学50年史編纂委員会『金沢大学五十年史部局篇』金沢大学創立50周年記念事業後援会、1999年6月。hdl:2297/3270。「正誤表の内容は反映済」
- 石川縣師範学校同窓会『会員名簿』1935年12月。